# Sirenički Eskimi
Sirenički Eskimi ili Sirenikci (рус. Сиреникцы, Сиреникские Эскимосы, енгл. Sirenik Eskimos) su jedna od podgrupa Juita (Eskima u Sibiru), koja je upotrebljavala sirenički, veoma neobičan eskimski jezik, pre nego što je prešla na čaplinski jezik, što je dovelo do njegovog nestanka. Osobenost ovog eskimskog jezika je bila tolika da su ga neki lingvisti smatrali trećom i zasebnom granom eskimskih jezika (pored inuitskih i jupičkih jezika). Izumiranjem jezika, kao osobene zaostavštine ovih Eskima, značilo je da se njihov kulturni identitet održava preko drugih stvari i aspekata kulture: diskretne dijalektičke razlike prisvojenog čaplinskog jezika, koji je jedan od jupičkih eskimskih jezika; osećaja za prostor, uključujući i poznavanje davne istorije njihovog naselja Sirenika.

## Lokacija
S početkom 20. veka, govornici sireničkog eskimskog jezika su naseljavali selo Sireniki, Imtuk i malu grupu sela koja su se pružala zapadno od Sirenika duž jugoistočne obale Čukotskog poluostrva. Već, 1895. godine, Imtuk je postao naselje sa mešanom populacijom Sireničkih Eskima i Ungazigmita (Ungazigmiti ili Čaplinci su podgrupa Juita).

## Jezik
Populacija Eskima u naselju Sireniki je u prošlosti komunicirala sireničkim eskimskim jezikom sa više osobenosti, ne samo među jezicima Eskima, već i jezicima Aleuta. Na primer, dvojina nije poznata kod Sireničkih Eskima, dok većina eskimsko-aleutskih jezika ima dvojinu, uključujući i srodni, komšijski jezik Juita. Specifičnost ovog jezika je i u tome da se pripadnici sireničko-eskimskog jezičkog govornog područja ne mogu razumeti sa srodnim Juitima čiji je jezik najsrodniji njihovom. Sireničko-eskimski se sada smatra izumrlim jezikom.
Jezičke razlike su značile da Sirenici moraju govoriti ili čaplinski jezik (jednim od juitskih jezika) ili nesrodnim, Čukčijskim jezikom, kako bi se sporazumevali sa svojim sunarodnicima, Juitima. Ovo su bili odvojeni, međusobno nerazumljivi jezici, ne dijalekti.
Lingvistička klasifikacija sireničkog jezika je još uvek nepoznata. Ponekad se smatra trećom granom eskimskih jezika (pored inuitskih i jupičkih jezika), ali se ponekad smatra samo jupičkim jezikom.
Poslednji govornik siriničkog jezika, Vije (Valentina Vije) (rus. Выйе) umrla je januara 1997. Tako je jezik nestao, a Sirenici govore ili čaplinskim ili ruskim jezikom.

## Istorija
Malo je poznata istorija Sireničkih Eskima. Postoje neke pretpostavke dobijene na osnovu lingističkog razmatranja. Kultura Sirenikaca je možda bila pod uticajem Čukčija (vidi se na osnovu folklornih, narativnih motiva)).

### Mesto
Sireniki je staro naselje. Veruje se da postoji makar 2.500 godina. To je jedino selo u Sibiru koje nije moralo da se premešta, čak ni za vreme intenzivne asimilacije etničkih grupa Rusije u ruski etnos. Ova činjenica je razlog za uspostavljanje kulturnog identiteta Sirenikaca poslednjih godina.

### Dijahronična lingvistika
Malo je poznata istorija sireničko-eskimskog jezika. Osobenosti ovog jezika se ogledaju u dugoj izolaciji od jezika ostalih eskimskih etničkih grupa, i kontakta sa jezicima drugih, neeskimskih etničkih grupa. Uticaj čukčijskog jezika je očigledan.
Veruje se da je ovaj mali jezik ima dve tetirorije na kojima se koristio, istorijske dijalekte, mada je broj onih koji su govorili ovim jezikom bio mali, čak i u 19. veku.

## Kulturni identitet
Izumiranje jezika, kao osobene zaostavštine ovih Eskima, znači da se njihov kulturni identitet održava preko drugih stvari i aspekata kulture:
- Neki od ovih aspekata su lingvističke prirode. Tokom lingvističke tranzicije Sirenika na jezik Ungazigmita (jedne od varijanta jezika Juita) i prihvatanja njihovog jezika, oni su krenuli da menjaju juitski jezik, praveći novi dijalekat.[1]
- Mlađe generacije ne pričaju ni jedan eskimski jezik (čak ni pripadnici Ungazigmita), sporazumevaju se samo ruskim. No, kulturni identitet se ne održava samo kroz jezik,[1] već i kroz osećaj prostora oko njihovog sela.[2] Sireniki je jedino sibirsko naselje koje nije premešteno,[1][17] i tako je održalo svoju 2.500 godišnju dugovečnost.[1]

Kulturni identitet drugih etničkih grupa naselja Sireniki je takođe istraživan.

## Spiritualnost i kultura
Jedno vreme, tradicionalno praktikovanje spiritualnih obreda su bili zabranjeni, mada, neka znanja o ovih običajima su do danas sačuvana. POlsednji šaman u Sireniki umro je oko 1990. godine. Od tada nema šamana u selu. Naučnici su istraživali šamanske običaje Sirenikaca do ranog 20. veka. Priče iz folklora opisuju gozbe koje imaju šamanske rituale.

### Folklor

#### Životinje
U njihovom folkloru nailazimo na usmene motive u obliku dobronamernih paukova:
- U mnogim pričama, pauk spašava protagoniste od nekog zla pomoću svoje mreže. On osobu paučinom podiže visoko na nebo.[23] Isti motiv je prisutan u folkloru Juita.[24][25]
- Pauk je dobornamerno biće u još jednoj Sireničkoj priči. On (personifikovan kao starija žena) žudi za poklonom koji će podariti večni život ljudima: starost koju prati podmlađivanje. U ovoj priči, pauk raspravlja sa bubom (otelotvorenje zlonamernog bića) kako se treba završtiti život (smrt/reinkarnacija) i kasnije biva dogovoreno da se život završava smrću, a ne reinkarnacijom ili podmlađivanjem.[26]

Takođe se u folkloru mogu naći životinje koje pomažu ljudima: severni gnjurci, lisica, vuk, miš, irvas. Za zlobne sile, demoni predstavljaju veliku opasnost, jer se mogu javiti u obliku ljudi, životinja ili mitskih bića. Kao što su napomenute, bube su zlokobna bića i donose nesreću ljudima. U folkloru se opisuje i borba čoveka sa velikim crvom.

#### Prostor i vreme
Mitologija ove kulture može otkriti neka verovanja o vremenu i prostoru.

##### Motiv vremenskog usporavanja
Postoji motivi u nekim Paleoazijskim kulturama: lutajući ljudi koji posle dužeg odsustva shvataju da su zadržali svoju mladolikost u poređenju sa svojom decom koja su ostala kući. Sirenički Eskimi imaju takođe slične priče: protagonista priče posle dugog izostanka od kuće mora se suočiti sa činjenicom da je njegov sin postao starac (a on ostao mlad).
Slični motivi u folkolu, koji prezentuju takvu vremensku dilataciju, se sreću u delima Urašima Taroa i Rip Van Winklea.

#### Nebeski motivi
Postoji priča koja nebo predstavlja kao gornji svet. Tamo ljudi odlaze i vraćaju se posle serije čudnih događaja: razgovora sa nekim nebeskim ljudima, ubistva velikog crva, posmatranja Zemlje odogzo kroz malu rupu, do povratka nazad na Zemlju.

#### Magija
Neki Eskimi imaju verovanja u korišćenje amajlija, formula (čarolija, vradžbina). Šta više, neki izolovani eskimi doživljavaju prirodne fenomene na ličnom nivou. Veruju u postojanje bića koja podsećaju na ljude, ali su ipak vrlo drugačija. U jednoj od priča Sireničkih Eskima, nailazi se na motiv aktivnog traženja pomoći od prirodnog fenomena, kako bi protagonist prevazišao opasnost: orao proganja ljude na ledu, a žena za to vreme priziva vetar i hladnoću koja dovodi do trenutnog zamrzavanja reke, zajedno sa orlom na njoj.

#### Primeri priča
Samo njihovi sažeci. Navodnicima se ne označavaju citati iz priča, već služe za razdvajanje priča.

##### Kormorani
Priča o životinja koja se događa na litici blizu ivice novoformiranog leda na moru. Protagonisti su kormoranska i gavranova porodica. Gavran želi da na prevaru ukrade i pojede mladunce kormoranskog para, ali je jedan od kormorana prozreo namere gavrana i podmeće mu njegove mladunce. Gavran na kraju jede svoje mlade bez ikakve predstave o tome.

##### Jari
Priča pokazuje uticaj Čukčija, mada ovo može biti i pozajmljena priča od njih. Radi se o pripitomljenom irvasu, koji demonstrira konflikte među različim etničkim grupama, kroz međusobnu krađu krda irvasa. Priča takođe uključuje i magijska bića koja se pojavljuju kao pomoćnici: (vuk i severni gnjurci).
| „ | Priča o čoveku koji je živeo sa svojom kćerkom Jari. Jari je imala mlađeg brata. Imali su mnogo irvasa, a Jari ih je gajila. Jednog dana, nepoznati ljudi su uzeli sve njene irvase, otevši i nju. Otac je ostao sa malim dečakom i njen nestanak im je teško pao. Dečak je odrastao i postao lovac. Jednog dana ga je sačekao vuk i rekao mu da se raspita kod oca da li su nekada imali irvase i koji je razlog njihovog siromaštva. Dečak je poslušao savet i pitao oca. Otac je odbijao da ispriča priču, poričući prošlost. Rekao mu je da nikada nisu imali pitome životinje i da su uvek zavisili od divljih životinja koje su lovili. Vrlo brzo, dok je lovio, dečak sretne severnog gnjurca koji ga je sačekao sa istim zahtevom. On mu dade isti savet kao i vuk, ali otac je odbio da ispriča istinu opet. Obe životinje su potom ispričale istinu dečaku i obećale mu da će mu pomoći da povrati svoje stado. Pred njima je bio dugačak put. Prvo je jahao vuka, a onda je leto na leđima severnog gnjurca. Pronašli su nepoznate ljude koji su oteli krdo irvasa i njegovu sestru Jari. Gnjurac je dozvao kišu svojim plačom, vuk sakupio sve irvase, a dečak uspeo da porazgovara sa Jari i ubedio da krenu nazad sa krdom. Nepoznati ljudi su shvatili da su nadmudreni. Dečak i devojčica su se vratili sa svojim pomoćnicima i krdom nazad kući. Dečakov otac je bio prepun sreće, ali ubrzo umire. Vuk je pomagao u očuvanju krda irvasa, a porodica je pomagala severnom gnjurcu da izvede piliće pružajući mu sigurnost njihove kuće. | ” |

##### Rođaci
| „ | Dvojica braća su živela zajedno. Stariji je imao sina, mlađi je imao kćerku. Dvoje rođaka (brat i sestra) su imali seksualne odnose. Roditelji bili jako postiđeni kada su primetili to pa su napravili zasedu i na kraju ubili dečaka. Devojčica je sačuvala njegovu lobanju. Roditelji su primetili da devojčica stalno priča sa lobanjom. Prevarivši je, oni su je napustili i preselili se na drugo mesto. Devojčica je ostala sama i jednog dana je lobanja zamolila devojčicu da je baci u vatru na poseban način. Devojčica je to uradila i lobanja se pretvorila u pređašnjeg dečaka. Magijskim ritualom su sebi obezbedili ogromno krdo irvasa. Roditelji su je posetili, ali devojčica je odbila da im oprosti, dok se dečak pravio da ih ne primećuje. Roditelji su se vratili na mesto gde su se preselili i tamo izvršili samoubistvo. | ” |

Priče Čukčija sadrže gotovo iste serije motiva (izuzev incesta i čedomorstva na početku priča). Priče Čukčija počinju sa devojčicama koje pronalaze lobanje. Pored toga, u pričama Čukčija, devojčica, nakon što biva napuštena od strane svojih roditelja, počinje da optužuje lobanju i ubeđuje da je ona kriva za odlazak njenih roditelja, stalno odguravajući lobanju nogom. Po povratku njenih roditelja, ona im navodno oprašta, ali na ih na prevaru potom ubija.
Slične priče se nađene kod Ungazigmita. Slično kao kod Sirenikaca, ungazigmitske priče počinju sa incestom rođaka i potonjim čedomorstvom. Razlika je u tome da otac devojčice, koji želi da ubije svoju kćerku, u razgovoru sa ocem dečaka, dogovara da treba ubiti dečaka. Na kraju priče devojčica ne pokazuje znake osvetoljubivosti, već je dečak taj koji inicira nešto što skameni (bukvalno) roditelje.

##### Čovek sa dve žene
Ovde je glavni motiv vremenska dilatacija (zaustavljanje vremana). To je prisutno kod većeg broja paleoazijskih naroda. Sam tekst priča ne sadrži direktno termin usporavanja vremena. Ono je prouzrokovano putovanjem ili odsustvom: protagonista zadržava mladost kao rezultat njegove blagoslovenosti, koju dobija od starca koga protagonist spašava.
| „ | Čovek je imao dve žene. Otišao je od kuće i uputio se ka moru. Došao je u zemlju prstenastih tuljana, gde je prenoćio sa dvema žemana. Narednog dana je otišao i stigao do zemlje neke druge morske životinje, gde se priča opet ponovila. Na kraju stiže do kuće starijeg čoveka koji ga lepo ugošćava. Gost pomaže u spašavanju porodice svog domaćina od njegovih neprijatelja. Domaćin naposletku izgovara: "Od sada pa nadalje, mladiću, budi mlad i ostani snažan!". Čovek se napokon vraća kući i primećuje da je tokom njegovog odsustva, njegov sin dramatično ostario, toliko da je u trenutku prepoznavanja svog oca umro. | ” |

##### Čovek
Isti ili slični motivi se sreću u pričama Ungazigmita. Šta više, priče Ungazigmita su sa proširenim životima devojčica na nebu, koje su spašene od nevolje od strane dobronamernog pauka i njegove paučine.
| „ | Otac vređa svoju kćer jer je odbila sve udvarače i ne želi da se uda. Povređena devojka ga napušta. Posle dugog lutanja, dvojica muškaraca (braća) je otimaju i proglašavaju je sestrom. Dok su muškarci lovili, zlobno biće (buba, pomenuta ranije) je nasamari i izjeda njen mozak. Braća, po povratku iz lova pokušavaju da je spasu stavljnjem mozga pitomog i divljeg irvasa na mesto njenog, otetog mozga. Devojka zaceljuje i brzo se transformiše u irvasa i beži. Stariji brat pronalazi stariju ženu koja živi na brdu i pita za pomoć u pronalaženju devojke-irvasa. Na to mu žena odgovara da je devojka odlutala daleko i da se pridružila krdu irvasa iza mesta izlaska Sunca. Pomoću saveta starije žene, čovek nalazi stado, pronalazi i devojku u stadu i ubija ženskog irvasa. Iz kože ubijenog irvasa izlazi mlada devojka. Oni se vraćaju kući. Stariji brat odnosi ubijenog irvasa kod starije žene na brdu kao poklon, a za to vreme mlađi brat pokušava da obljubi devojku. Devojka u samoodbrani ubija mlađeg brata. Iz straha, devojka sakriva telo mlađeg brata, no stariji brat otkriva telo i počinje da smišlja plan kako da se osveti. Dobronamerno biće (pauk) otkriva plan devojci, kazivajući joj da će je brat pozvati na igru koja je ritual plodnosti i da će je tokom ovog improvizovanog rituala gurnuti u rupu punu mesojednih crva. Sve se tako i desilo samo je pauk u kritičnom trenutku spasio devojku svojom paučinom. U očaju što nije uspeo da osveti brata, muškarac sam skače u rupu sa crvima. | ” |

### Tabu
Kao u još nekoliko grupa Eskima, stanovnici Sirenika imaju neka verovanja koja zabranjuju određene aktivnosti, za koje se smatraju da su mana u magijskim obredima. Nošenje nepokrivenog bubnja na ulici priziva olujno vreme. Loše vreme se predskazivalo i lošim gorenjem morske trave.

### Šamanizam
Kao i same eskimske kulture, šamanizam kod Eskima može da divergira.
Za vreme Staljina i u periodu posle Staljina, šamanizam je bio zvanično zabranjen. Ipak su neka znanja i veštine šamanizma sačuvane. Poslednji šaman Sirenikaca je umro pre 2000. godine i od tada nema šamana u selu. S početkom 20. veka, šamanizam Sirenikaca je bio objekat izučavanja antropologa, a neki tekstovi pominju gozbe na kojima su se mogli videti neki šamanistički rituali.

## Skorija istorija i današnje vreme
Sirenički Eskimi su zadržali svoje veštine preživljavanja do danas, a pre svega veštinu izrade velikih čamaca od kože irvasa, koji su slični čamcima angjapik Juita i umjak čamcima ostalih eskimskih naroda.
Siromaštvo, nezaposlenost i alkoholizam haraju i uništavaju njihova društva. Medicinska nega i potrepštine se neadekvatno i neredovno dostavljaju zajednicama.

### Latiničke
- „Asiatic Eskimos – Economy”. World Culture Encyclopedia. Advameg Inc. 2007.
- Berte, Loralie (n.d). „Class notes on Anna M. Kerttula's book Antler of the Sea”. Архивирано из оригинала (doc) 13. 8. 2011. г. Приступљено 9. 9. 2017.
- Binns, Kirsti (n.d). „Class notes on Anna M. Kerttula's book Antler of the Sea”. Архивирано из оригинала (doc) 13. 8. 2011. г. Приступљено 9. 9. 2017.
- Bogoraz, Waldemar (1910). Chukchee Mythology (PDF). Memoirs of the American Museum of Natural History. Leiden • New York: E. J. Brill ltd  • G. E. Stechert & Co. Архивирано из оригинала (pdf) 13. 03. 2011. г. Приступљено 09. 09. 2017.
- Callaway, Donald (zima 2003). „Beringia: Visions of an International Park in Difficult Times (Slice I)” (pdf). Alaska Park Science. ISSN 1545-4967.
- Callaway, Donald (zima 2003). „Beringia: Visions of an International Park in Difficult Times (Slice II)” (pdf). Alaska Park Science. ISSN 1545-4967.
- Kaplan, Lawrence D. (1990). „The Language of the Alaskan Inuit” (PDF).  Ур.: Dirmid R. F. Collis. Arctic Languages. An Awakening (pdf)|format= захтева |url= (помоћ). Vendôme: UNESCO. стр. 131—158. ISBN 978-92-3-102661-4.
- Kerttula, Anna M. (2000). Antler on the sea: the Yup'ik and Chukchi of the Russian Far East. Ithaca, NY: Cornell University Press.  978-0-8014-3681-9.
- Kleivan, Inge; B. Sonne (1985). Eskimos: Greenland and Canada. Iconography of religions, section VIII, "Arctic Peoples", fascicle 2. Leiden, The Netherlands: Institute of Religious Iconography • State University Groningen. E.J. Brill.  978-90-04-07160-5.
- Menovščikov, G. A. (= Меновщиков, the same author as at the Cyrillic part) (1968). „Popular Conceptions, Religious Beliefs and Rites of the Asiatic Eskimoes”.  Ур.: Diószegi, Vilmos. Popular beliefs and folklore tradition in Siberia. Budapest: Akadémiai Kiadó.
- Menovshchikov, Georgy (= Г. А. Меновщиков) (1990). „Contemporary Studies of the Eskimo–Aleut Languages and Dialects: A Progress Report” (PDF).  Ур.: Dirmid R. F. Collis. Arctic Languages. An Awakening (pdf)|format= захтева |url= (помоћ). Vendôme: UNESCO. стр. 69—76. ISBN 978-92-3-102661-4.
- Vakhtin, Nikolai (1998). „Endangered Languages in Northeast Siberia: Siberian Yupik and other Languages of Chukotka”.  Ур.: Erich Kasten. Bicultural Education in the North: Ways of Preserving and Enhancing Indigenous Peoples’ Languages and Traditional Knowledge (pdf). Münster: Waxmann Verlag. стр. 159—173. ISBN 978-3-89325-651-8. Архивирано из оригинала (PDF) 13. 4. 2007. г. Приступљено 25. 8. 2018.
- York, Geoffrey (1999). „They battle the bottle and work for walrus. Siberia's beleaguered Inuit rely on old skills to help them survive”. Johnson's Russia List. Архивирано из оригинала 24. 3. 2012. г. Приступљено 9. 9. 2017. Note that term "Inuit" is used here in an extended sense.

### Ćirilične
- Меновщиков, Г. А. (1962). Грамматиκа языка азиатских эскимосов. Часть первая. Москва • Ленинград: Академия Наук СССР. Институт языкознания. The transliteration of author's name, and the rendering of title in English: Menovshchikov, G. A. (1962). Grammar of the language of Asian Eskimos. Vol. I. Moscow • Leningrad: Academy of Sciences of the USSR.
- Меновщиков, Г. А. (1964). Язык сиреникских эскимосов. Фонетика, очерк морфологии, тексты и словарь. Москва • Ленинград: Академия Наук СССР. Институт языкознания. The transliteration of author's name, and the rendering of title in English: Menovshchikov, G. A. (1964). Language of Sireniki Eskimos. Phonetics, morphology, texts and vocabulary. Moscow • Leningrad: Academy of Sciences of the USSR.
- Рубцова, Е. С. (1954). Материалы по языку и фольклору эскимосов (чаплинский диалект). Москва • Ленинград: Академия Наук СССР. The transliteration of author's name, and the rendering of title in English: Rubcova, E. S. (1954). Materials on the Language and Folklore of the Eskimoes, Vol. I, Chaplino Dialect. Moscow • Leningrad: Academy of Sciences of the USSR.

## Spoljašnje veze
- „Архивирана копија” Поселок Сиреники (на језику: руски). Музея антропологии и этнографии им. Петра Великого (Кунсткамера) Российской академии наук. Архивирано из оригинала 19. 5. 2012. г. Приступљено 9. 9. 2017. Rendering in English: Sireniki settlement, Kunstkamera, Russian Academy of Sciences.
- „Sireniki settlement”. Kunstkamera, Russian Academy of Sciences. Архивирано из оригинала 09. 02. 2012. г. Приступљено 09. 09. 2017. Enlarged versions of the above series, select with the navigation arrows or the form.
- „Архивирана копија” Поселок Имтук (на језику: руски). Музея антропологии и этнографии им. Петра Великого (Кунсткамера) Российской академии наук. Архивирано из оригинала 19. 5. 2012. г. Приступљено 9. 9. 2017. Rendering in English: Imtuk settlement, Kunstkamera, Russian Academy of Sciences.
- „Imtuk settlement”. Kunstkamera, Russian Academy of Sciences. Архивирано из оригинала 28. 02. 2019. г. Приступљено 09. 09. 2017. Enlarged versions of the above series, select with the navigation arrows or the form.
- Эскимосы и береговые чукчи о гренландском ките (на језику: руски). Центр охраны дикой природы. Архивирано из оригинала 02. 10. 2011. г. Приступљено 09. 09. 2017. Rendering in English: Eskimos and maritime Chukchi about Greenland whale, Biodiversity Conservation Center.
- York, Geoffrey (1999). „They battle the bottle and work for walrus. Siberia's beleaguered Inuit rely on old skills to help them survive”. Johnson's Russia List. Архивирано из оригинала 24. 3. 2012. г. Приступљено 9. 9. 2017. Note that term "Inuit" is used here in an extended sense.
- Binns, Kirsti (n.d). „Class notes on Anna M. Kerttula's book Antler of the Sea”. Архивирано из оригинала (doc) 13. 8. 2011. г. Приступљено 9. 9. 2017.
- Berte, Loralie (n.d). „Class notes on Anna M. Kerttula's book Antler of the Sea”. Архивирано из оригинала (doc) 13. 8. 2011. г. Приступљено 9. 9. 2017.
- Stephanie (n.d). „Class notes on Anna M. Kerttula's book Antler of the Sea”. Архивирано из оригинала (doc) 6. 3. 2009. г. Приступљено 9. 9. 2017.
- Nutawyi, Aron; Rodionova, Natalya. „Sireniki Sea Ice Dictionary”.. Aron Nutawyi is an experienced local elder who initiated the project, assisted by Natalya Rodionova (Наталья Родионова). As the context of the linked annotation suggests, it is not in the old, now extinct Sireniki Eskimo language that the work concerns, but it is the Siberian Yupik variant that followed it after the language shift (also it being endangered).